# Konrad Weichert
Konrad Weichert, född den 20 mars 1934 i Kurznie i Polen och död den 8 februari 2003 i Rostock, var en östtysk seglare.
Han tog OS-silver i drake i samband med de olympiska seglingstävlingarna 1972 i München.